# Сантонський ярус
| Система/ Період                                                       | Відділ/ Епоха    | Ярус/ Вік           | Вік (млн років) | Вік (млн років) |
| --------------------------------------------------------------------- | ---------------- | ------------------- | --------------- | --------------- |
| Палеоген, P                                                           | Палеоцен, P1     | Данський, P1d       | молодше         | молодше         |
| Крейда, K                                                             | Верхня/Пізня, K2 | Маастрихтський, K2m | 66,0            | 72,1            |
| Крейда, K                                                             | Верхня/Пізня, K2 | Кампанський, K2km   | 72,1            | 83,6            |
| Крейда, K                                                             | Верхня/Пізня, K2 | Сантонський, K2s    | 83,6            | 86,3            |
| Крейда, K                                                             | Верхня/Пізня, K2 | Коньякський, K2k    | 86,3            | 89,8            |
| Крейда, K                                                             | Верхня/Пізня, K2 | Туронський, K2t     | 89,8            | 93,9            |
| Крейда, K                                                             | Верхня/Пізня, K2 | Сеноманський, K2c   | 93,9            | 100,5           |
| Крейда, K                                                             | Нижня/Рання, K1  | Альбський, K1alb    | 100,5           | ~113,0          |
| Крейда, K                                                             | Нижня/Рання, K1  | Аптський, K1apt     | ~113,0          | ~125,0          |
| Крейда, K                                                             | Нижня/Рання, K1  | Баремський, K1br    | ~125,0          | ~129,4          |
| Крейда, K                                                             | Нижня/Рання, K1  | Готерівський, K1g   | ~129,4          | ~132,9          |
| Крейда, K                                                             | Нижня/Рання, K1  | Валанжинський, K1v  | ~132,9          | ~139,8          |
| Крейда, K                                                             | Нижня/Рання, K1  | Беріаський, K1b     | ~139,8          | ~145,0          |
| Юра, J                                                                | Верхня/Пізня, J3 | Титонський, J3tt    | древніше        | древніше        |
| Підрозділи Крейдової системи наведені згідно МКС, станом на 2018 рік. |                  |                     |                 |                 |
| п о р                                                                 |                  |                     |                 |                 |

Сантонський вік і ярус або сантон (англ. Santonian) — четвертий знизу ярус верхнього відділу крейдової системи. Від лат. Santonia — Сантонія, давньоримська назва історичної області Сентонж у Франції:1038.
Сантонський ярус має маркуючий горизонт — «губковий шар» із залишками морських губок — гексатинеплід, наступна за ним — «смугаста серія» — чергування опок і кремнистих сірих глин. Загальна потужність — до 20—30 м.

## Визначення
Нижня межа сантонського періоду визначається появою двостулкового молюска Cladoceramus undulatoplicatus. GSSP (офіційний еталонний стратотип) для нижньої межі сантонського періоду розташований поблизу Оласагутії, Іспанія. Він був затверджений Підкомісією зі стратиграфії крейдового періоду у 2012 році:1038.
Верхня межа сантонського періоду неофіційно визначається вимиранням морських лілій Marsupites testudinarius:1040. GSSP для верхньої межі сантонського періоду був затверджений у жовтні 2022 року в Боттаччоне, Губбіо, Італія.